# Zlámanec
Obec Zlámanec se nachází v okrese Uherské Hradiště ve Zlínském kraji. Žije zde 339 obyvatel.

## Název
Původní jméno vesnice, které se v písemných záznamech užívalo až do poloviny 19. století, bylo Zlámaný újezd. Přívlastek Zlámaný byl dán nejspíš proto, že vesnice byla založena v kopcovité, jakoby "zlámané" krajině.

## Historie
První písemná zmínka o obci pochází z roku 1392.

## Památky
Ve Zlámanci se zachovalo několik zajímavých dokladů vývoje lidové architektury. Komora, která se nachází u č. p. 5, vznikla kolem poloviny 19. století. Ve spodní části má sklep, v horní (přístupné po schodech a pavláčce) místnost na ukládání potravin. Podobných komor stálo ve vesnici několik, zachovala se však jenom tato.
Usedlost č.p. 37 na návsi je příkladem několika etap vývoje lidového domu v oblasti Luhačovského Zálesí. Základ domu vznikl pravděpodobně na konci 18. století – v pravé části obsahoval světnici, uprostřed chodbu se vstupem do kuchyňky, odkud se obsluhovala pec, která stála z velké části v sousední světnici, a vlevo potom komoru. Volně stojící komory se postupem času začleňovaly do budov a už nestály samostatně před okny. Dům č.p. 37 má navíc také komorové polopatro nad všemi místnostmi, které také sloužilo jako spižírna. Nádvoří usedlosti je obklopeno ještě novodobou stodolou, která vznikla na počátku 20. století, budovou chlévů – také novější, z pálených cihel a vpravo na hraně parcely malým domkem – výměnkem. Výměnek ve svahu měl dole klenutý sklep z lomového kamene s dispozici podobnou obytnému domu – s jizbou v čele, vstupní síní s topeništěm a komorou či chlívkem v zadní části domku, přístupné ze zápraží vlastními dveřmi.
Ve vsi stojí také jeden z posledních příkladů dřevěných křížů na masivním trámu s malovaným plechovým tělem Krista. Až do konce 19. století byly takové kříže součástí všech moravských vesnic, postupně ale uhnívaly a nahrazovaly je novější kamenné výrobky. Zlámanský kříž je pokryt vyřezávanými reliéfy a podle knihy Antonína Václavíka Luhačovské Zálesí vznikl v roce 1874. Zdobí jej reliéfy nástrojů Kristova umučení a součástí velikonočního příběhu – kohout, který zakokrhal poté, co Petr zapřel Krista, monstrance s hostií, třicet stříbrných vyplacených Jidáši za udání Pána nebo žebřík, který byl použit při sundávání Kristova mrtvého těla z kříže.
Mezi zajímavé památky patří také sušárna ovoce, seník na kraji vesnice nebo sloupková boží muka u polní cesty nedaleko areálu zemědělského družstva. Jednoduchá architektura čtverhranného pilíře s kaplicí, ve které je umístěn svatý obrázek, vznikla už během 18. století.

## Společenský život
Fotbalisté Zlámance hrají krajskou soutěž I. B. třídu skupiny C. V obci je jedno asfaltové hřiště (taneční zábavy, hokejbal) a jedno hřiště s umělou trávou (tenis, malý fotbal, volejbal).

## Galerie

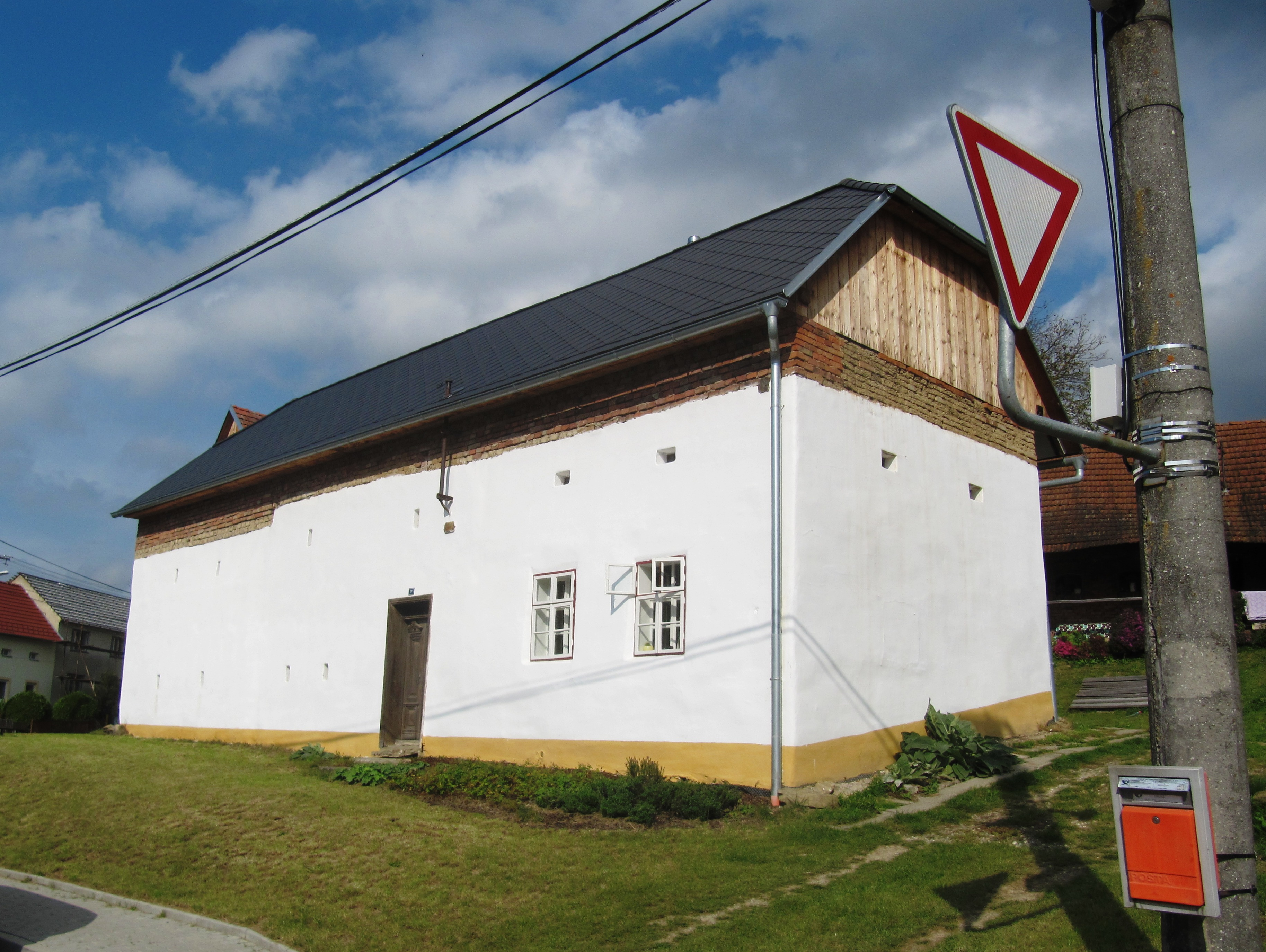
Dům č. p. 37
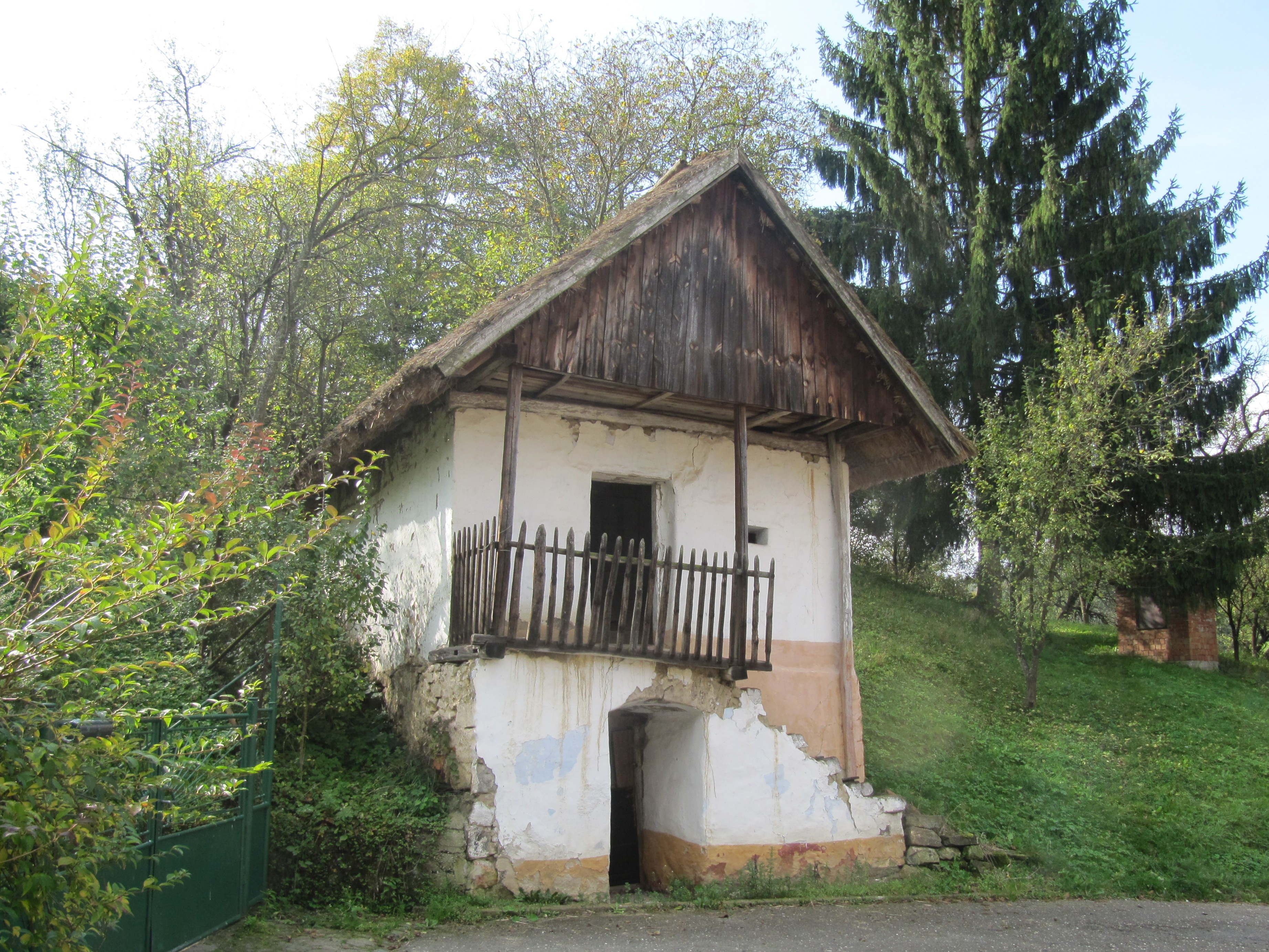
Špýchar u domu č. p. 5
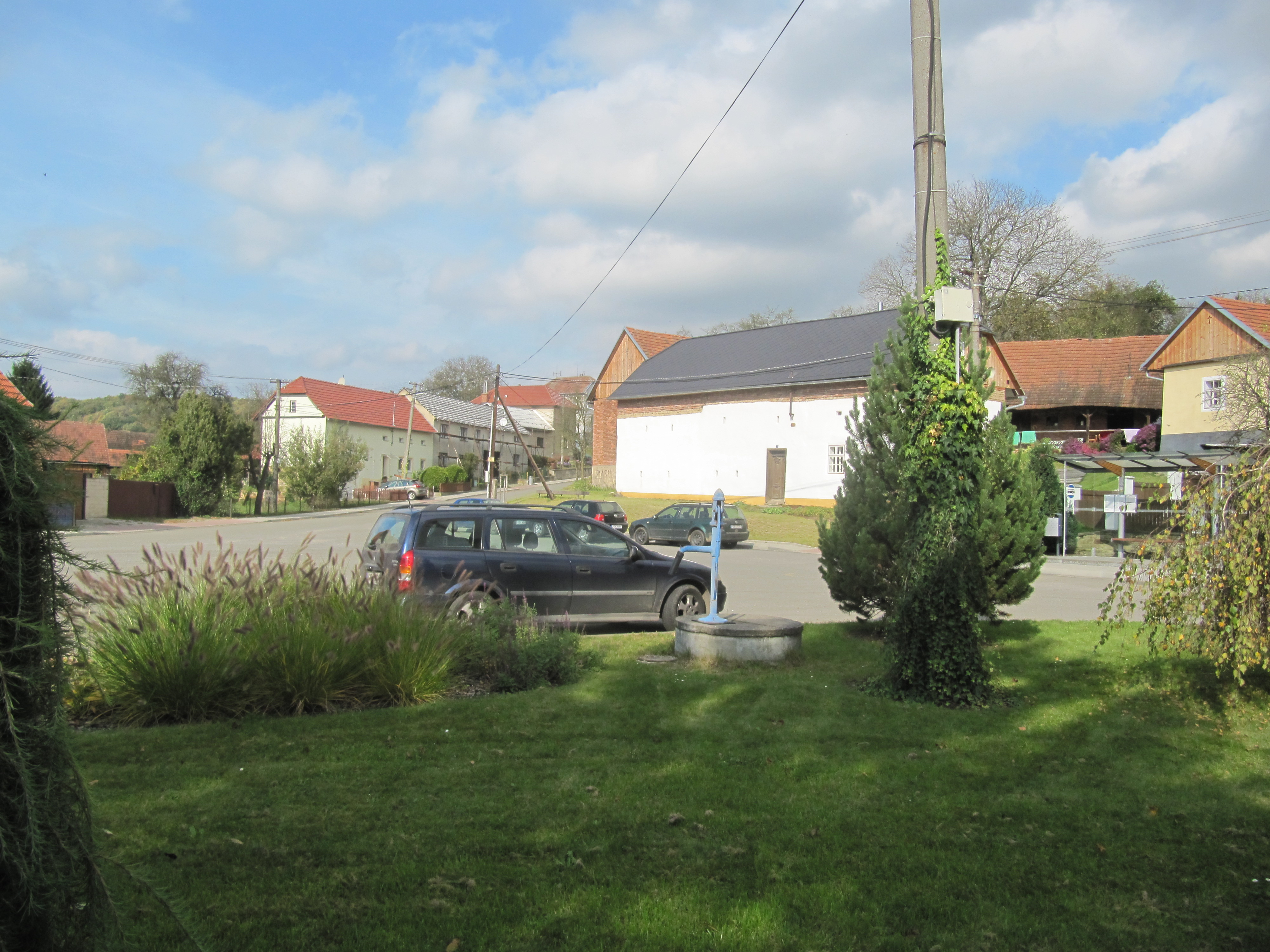
Náves
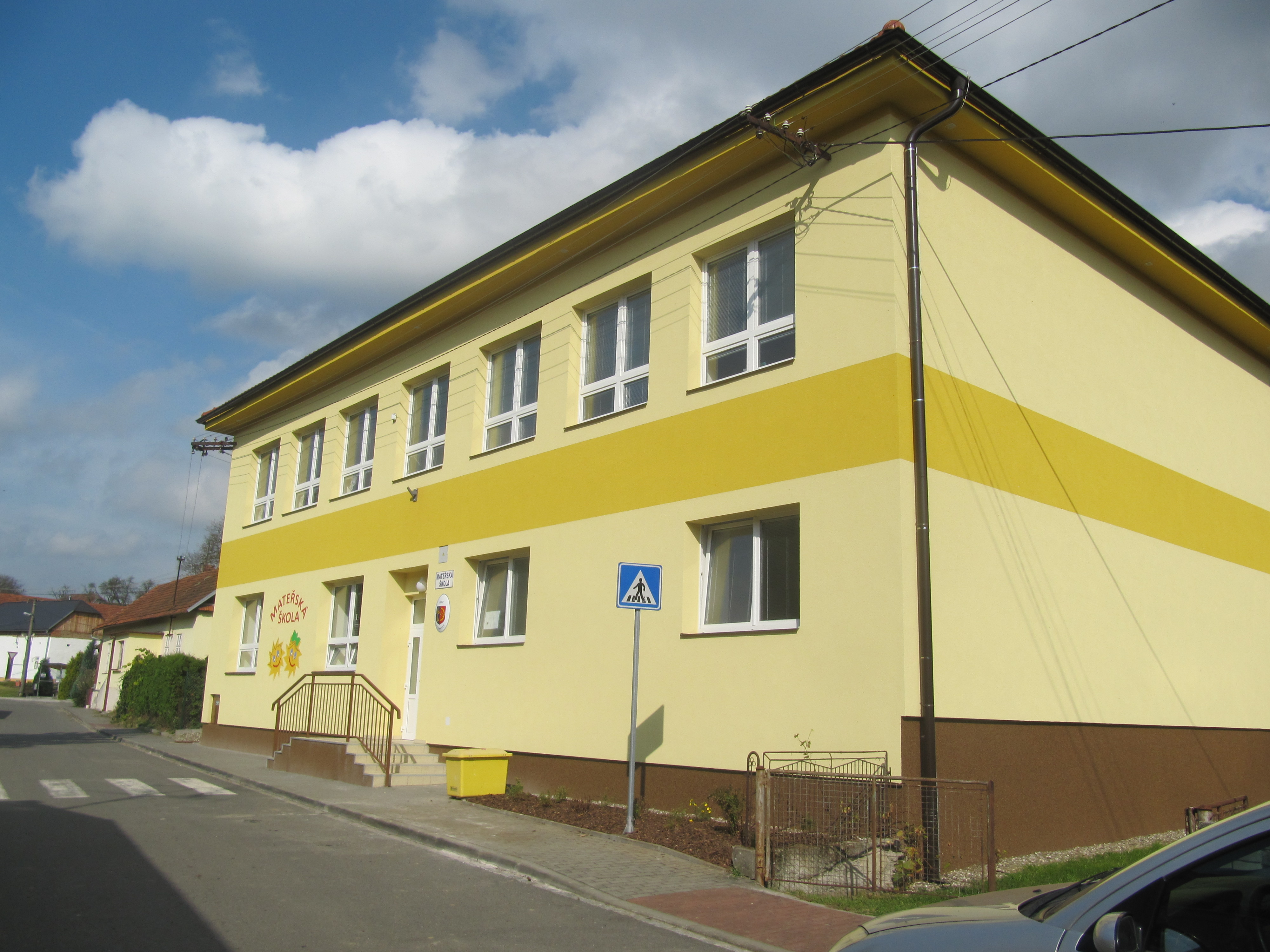
Mateřská škola